# Christine Baranski
Christine Jane Baranski, född 2 maj 1952 i Buffalo, New York, är en amerikansk skådespelare och sångare. Hon är bland annat känd för rollen som Tanya i filmen Mamma Mia! från 2008 och sin medverkan i TV-serien Cybill. 
Baranski medverkar i en spinoff av The Good Wife, med titeln The Good Fight. Serien började sändas på CBS och sedan CBS All Access från februari 2017. Hennes karaktär, Diane Lockhart, ansluter sig till en annan advokatbyrå efter att ha tvingats återvända till jobbet.
Baranski var gift med skådespelaren Matthew Cowles från år 1983 fram till hans död maj 2014. De har två döttrar.

## Filmografi i urval
Filmer
- 1967 - Ro hit med stålarna! - liten flicka (ej krediterad)
- 1980 - Kvinnoorkestern - Olga
- 1984 - Lagom är bäst - Maxine
- 1986 - Legal Eagles - Carol Freeman
- 1986 - 9 ½ vecka - Thea
- 1987 - Galen i Randy - Harriet
- 1990 - Mysteriet von Bülow - Andrea Reynolds
- 1993 - Den heliga familjen Addams - Becky Martin-Granger
- 1993 - Kärlekstrassel i New York - Lucy
- 1994 - Absolut gisslan - Connie Chasseur
- 1994 - I krigets skugga - Miss Strapford
- 1996 - The Birdcage - lånta fjädrar - Katherine Archer
- 1998 - Bulworth - Constance Bulworth
- 1998 - The Odd Couple II - Thelma
- 1999 - Knubbigt regn - Carol
- 1999 - En djävulsk romans - Bunny Caldwell
- 2000 - Grinchen - julen är stulen - Martha May Whovier
- 2002 – Chicago - Mary Sunshine
- 2002 - The Guru - Chantal
- 2004 - En president i stan - Charlotte Cole
- 2006 – Släkten är bäst - Arleen Clayton
- 2008 – Mamma Mia! - Tanya
- 2010 – The Bounty Hunter - Kitty Hurley
- 2014 – Into the Woods
- 2018 – Mamma Mia! Here We Go Again - Tanya, den äldre

TV-serier
- 1967 - Flipper - Liz, 2 avsnitt
- 1985 - McCall - Victoria Baines, 1 avsnitt
- 1991–1994 - I lagens namn - Katherine Masucci Beigel, 3 avsnitt
- 1995–1998 - Cybill - Maryann Thorpe, 87 avsnitt
- 1997 - Tredje klotet från solen - Sonja Umdahl, 1 avsnitt
- 1999 - Frasier - doktor Nora Fairchild, 1 avsnitt
- 2009-2016 - The Good Wife - Diane Lockhart, 156 avsnitt
- 2009-2018   - The Big Bang Theory - Dr. Beverly Hofstadter
- 2017-2022 The Good Fight - Diane Lockhart, 60 avsnitt

## Utmärkelser
- 1993 - Broadcast Film Critics Association Awards - Kritikernas val - Bästa emsamble för Chicago
- 1995 - Emmy Award - Bästa kvinnliga biroll i komediserie för Cybill
- 1996 - American Comedy Award - Bästa kvinnliga biroll i TV-serie för Cybill
- 1996 - Screen Actors Guild Awards - Bästa kvinnliga skådespelare i komediserie för Cybill
- 1996 - Q Award - Bästa kvinnliga biroll i komediserie för Cybill
- 1997 - Screen Actors Guild Awards - Bästa ensemble för The Birdcage - lånta fjädrar
- 2003 - Screen Actors Guild Awards - Bästa ensemble i biograffilm för Chicago